# Michaela Biancofiore
(Dal suo libro Il cuore oltre gli ostacoli. La mia storia, 2014)
Michaela Biancofiore (Bolzano, 28 dicembre 1970) è una politica italiana. 
Già sottosegretaria di Stato con delega alla Pubblica amministrazione e la semplificazione nel Governo Letta. Senatrice, dal 29 marzo 2023 è presidente del gruppo parlamentare "Civici d'Italia - Noi Moderati" al Senato della Repubblica.

## Biografia
Nata a Bolzano da padre pugliese e madre romana, si è diplomata presso l'istituto magistrale "Gregorio Elladio" di Spoleto, dove viveva in convitto in quanto orfana di dipendente statale. Ha lavorato per Mario Cecchi Gori, tra l'altro, come assistente alla regia per i film Al lupo al lupo, Maledetto il giorno che t'ho incontrato e Perdiamoci di vista. Attualmente imprenditrice nel settore del wellness, è stata vicepresidente della squadra di calcio Bolzano 1996 che ha militato in Eccellenza, attualmente fusa con la Virtus Don Bosco dando vita al sodalizio Virtus Bolzano.
Già laureanda in giurisprudenza nel 2006, ha completato però gli studi nel 2017 laureandosi in Diritto internazionale presso la Libera Università Mediterranea. È Consigliere per le Relazioni Economiche della Fondazione Italia USA.
Con la discesa in campo nella politica di Silvio Berlusconi, Biancofore si è iscritta a Forza Italia. Alle elezioni amministrative del 1995, 24enne, si candidò a Bolzano in una lista civica denominata "Vorwärts Südtirol" sebbene fosse presente una lista di Forza Italia. Biancofiore ottenne 18 voti di preferenza, non risultando eletta.
Dall'11 giugno 2001 è stata consigliere per le autonomie locali del Dipartimento della funzione pubblica e per il coordinamento dei Servizi di Informazione e Sicurezza. Dal 14 novembre 2002 divenne consigliere per le autonomie locali del Ministro degli Affari Esteri Franco Frattini. 

### Consigliera provinciale di Bolzano
Nel 2003 venne eletta consigliere della Provincia autonoma di Bolzano per Forza Italia con 3.680 preferenze.
Alle elezioni amministrative del 2005 è stata eletta consigliere comunale di Bolzano nelle liste di Forza Italia, ma dopo un mese è cessata dalla carica.
Nello stesso anno presentò un disegno di legge per incentivare la sostituzione dei tagliaerba con modelli nuovi, mettendo a disposizione contributi pubblici fino al 50% del valore del mezzo, al fine di ridurre, in tal modo, l'inquinamento atmosferico (PM10) originato dalle attrezzature per il giardinaggio.
Lo stesso anno avanzò una proposta riguardante la collocazione del tricolore italiano su ogni maso della provincia di Bolzano; sottolineò, inoltre, la questione riguardante la tutela dei diritti della minoranza italiana in Alto Adige. Sempre nel 2005 Enzo Biagi si riferì a lei sul Corriere della Sera con l'appellativo di «biondona», commentando la fotografia che la ritraeva accanto al premier Silvio Berlusconi mentre questi mostrava il dito medio alzato durante un comizio in Piazza Vittoria a Bolzano.
Nel novembre successivo, in occasione delle elezioni comunali, Biancofiore fu promotrice di un comizio di Berlusconi, poi annullato, da tenersi in Piazza del Tribunale a Bolzano. In occasione del comizio fu issato davanti al tribunale un "manifesto-bandiera" largo 39 metri e alto 13, che suscitò polemiche poiché privo di autorizzazione e dai costi proibitivi. Nel marzo 2006 propose l'istituzione di asili nido presso le aziende altoatesine e il 7 giugno, essendo stata eletta alla Camera dei Deputati, Biancofiore si dimise da consigliere provinciale.

### Deputata di Forza Italia/PdL
Coordinatrice provinciale di Forza Italia dell'Alto Adige, fu eletta nelle elezioni politiche del 2006 alla Camera nella lista di Forza Italia per la circoscrizione Trentino-Alto Adige, e fece parte della Commissione Affari Costituzionali. 
È stata rieletta alle elezioni politiche del 2008 nella circoscrizione Campania 2 nella lista del PdL, di cui è stata membro del Consiglio Direttivo alla Camera. 
Alle elezioni europee del 2009 si candida nelle liste del PdL nella circoscrizione Italia nord-orientale, ottenendo 30.042 preferenze e risultando la prima dei non eletti.
Eletta alle comunali di Bolzano nel 2010 nelle liste del Pdl, mantenendo la carica di deputata, il Consiglio avviò nei suoi confronti la procedura di decadenza per l'elevato numero di assenze.Il 22 maggio 2011, in polemica con il capogruppo Maurizio Gasparri, dichiarò di voler lasciare il PdL per confluire in un nuovo movimento di centrodestra guidato da Claudio Scajola e Gianfranco Miccichè, cosa che poi non accadde.
Il 20 novembre 2012 annunciò ufficialmente la sua candidatura alle primarie del Popolo della Libertà, mai svoltesi. Alle elezioni politiche del 2013 è rieletta deputata del PdL nella circoscrizione Trentino-Alto Adige. Il 30 aprile 2013 venne scelta come sottosegretaria alle Pari Opportunità da Enrico Letta ma rimossa appena due giorni dopo, a seguito delle polemiche generate da sue precedenti dichiarazioni omofobe. Venne successivamente destinata all'incarico di sottosegretaria alla semplificazione amministrativa. In seguito le venne assegnato l'incarico di sottosegretaria allo sport.
Il 1º agosto 2013, dopo la conferma della sentenza di condanna nei confronti di Silvio Berlusconi, suo leader politico, ha presentato le sue dimissioni da sottosegretario insieme agli altri membri del governo. Il 4 ottobre 2013, il premier Enrico Letta, ha accettato le sue dimissioni. È stata l'unico componente del Governo Letta, appartenente al Popolo della Libertà, che non abbia ritirato le dimissioni. Il 16 novembre 2013, con la sospensione delle attività del Popolo della Libertà, aderisce a Forza Italia e il 24 gennaio 2014 il presidente Berlusconi la nomina Responsabile delle risorse umane del partito.
Il 30 marzo 2016, in occasione delle elezioni comunali, la deputata dichiara di voler lasciare il partito dopo aver avuto direttive da Berlusconi stesso, per un diverso candidato da quello scelto da lei. Tuttavia, a questo annuncio non seguirà un effettivo abbandono. Dal 24 marzo seguente partecipa al Comitato di Presidenza del partito. Il 12 agosto 2017 sostituisce Elisabetta Gardini come coordinatrice del partito in Trentino-Alto Adige. Da sempre in difesa della cultura italiana altoatesina, ha paragonato la politica di germanizzazione dell'Alto-Adige da parte dell'SVP, in particolare sulla proposta del partito di togliere la toponomastica in italiano, alla devastazione di Palmira da parte dell'ISIS.
Alle elezioni politiche del 2018 viene candidata alla Camera dalla coalizione di centrodestra nel collegio uninominale Trentino-Alto Adige - 01 (Bolzano), ottenendo il 25%, viene però sconfitta dalla candidata del centrosinistra Maria Elena Boschi, che ottiene il 41,23%. Viene comunque eletta da capolista nel listino proporzionale del collegio plurinominale Emilia-Romagna - 04. Il 22 ottobre dello stesso anno si dimette da coordinatrice regionale in seguito al risultato deludente di FI alle regionali (1% a Bolzano e 2,82% a Trento con un eletto). Il 24 dicembre 2019 annuncia l’addio al partito dopo 26 anni di militanza in seguito alla sua “destituzione” da coordinatrice regionale salvo poi porre fine alla sua autosospensione quando il 12 maggio 2020 Berlusconi nomina un nuovo coordinamento di 14 persone tra le quali c’è anche lei.

### Adesione a Coraggio Italia
Il 27 maggio 2021 aderisce a Coraggio Italia, il nuovo partito fondato dal sindaco di Venezia Luigi Brugnaro insieme al presidente della Liguria Giovanni Toti e a numerosi parlamentari di diversa provenienza (M5S, Forza Italia, Cambiamo!-Popolo Protagonista, Lega e Centro Democratico). Il 18 novembre diventa componente della direzione nazionale e coordinatrice del partito in Trentino.
Il 18 luglio Michaela Biancofiore diventa vicepresidente del partito dopo gli addii di Marco Marin, Giovanni Toti e Gaetano Quagliariello.

### Senatrice e Capogruppo di Noi Moderati
Alle elezioni politiche anticipate del 2022 viene candidata al Senato della Repubblica nel collegio uninominale Rovereto, per la coalizione di centro-destra in quota Noi moderati, nelle cui liste è in prima posizione nel collegio plurinominale Trentino-Alto Adige - 01 oltreché in seconda nel collegio plurinominale Lombardia - 02 dietro a Vittorio Sgarbi. Verrà eletta all'uninominale con 33.601 voti (36,79%) battendo Donatella Conzatti, candidata del centro-sinistra e di Azione - Italia Viva, per circa 200 voti (36,56%). Il 18 ottobre aderisce al gruppo "Civici d'Italia-Noi Moderati-Maie", che farà parte della maggioranza di centro-destra a Palazzo Madama, diventandone capogruppo dal 29 marzo 2023.

## Proposte di legge
Durante la sua prima legislatura, la XV, è stata firmataria di diverse proposte di legge, tra cui si distinguono:
- Modifiche all'articolo 116 della Costituzione concernenti le procedure di modifica degli statuti delle regioni a statuto speciale (presentata il 25 luglio 2006)
- Disposizioni concernenti la procedura per la modifica degli statuti delle regioni a statuto speciale (presentata il 30 agosto 2006)
- Ripristino della festività del 4 novembre quale Festa dell'Unità nazionale e delle Forze armate (presentata il 16 novembre 2007)

Durante invece la XVI legislatura è prima firmataria di alcune proposte di legge, tra cui:
- DDL sul legittimo impedimento (approvato come testo unificato)
- Disposizioni concernenti la revoca del trattamento previdenziale o assistenziale per i soggetti condannati per reati di terrorismo o di criminalità organizzata (approvato)
- Modifica all'articolo 7 della Costituzione, concernente l'inserimento del riconoscimento delle radici culturali giudaico-cristiane
- Ripristino della festività del 4 novembre quale Festa dell'Unità Nazionale e delle Forze Armate

Alla sua terza legislatura, la XVII, torna a proporre, oltre all'introduzione in Costituzione delle radici giudaico-cristiane, misure per tutelare la comunità italiana altoatesina e la parità di trattamento e diritti con quella tedesca:
- Modifiche allo statuto speciale per il Trentino-Alto Adige per la garanzia della parità dei diritti dei gruppi linguistici italiano, tedesco e ladino.
- Istituzione di un fondo per il sostegno alla comunità di lingua italiana della Provincia Autonoma di Bolzano
- Modifiche allo statuto speciale per il Trentino-Alto Adige concernente l'introduzione dell'insegnamento paritetico delle lingue italiana e tedesca nelle scuole della Provincia Autonoma di Bolzano

## Controversie
Biancofiore si è resa protagonista di varie controversie, a causa di frasi da lei esternate su temi politici e sociali.
Il 2 marzo 2011, durante la trasmissione Exit - Uscita di sicurezza, fu protagonista di un duro scontro con Beatrice Borromeo sul tema degli scandali sessuali di Berlusconi, contestando le accuse rivolte all'ex presidente del Consiglio.
Il 28 settembre 2012, ospite della trasmissione radiofonica La Zanzara, rispondendo alla domanda sulle critiche mosse a Berlusconi sullo stesso argomento (e sull'intitolazione a lui di un bordello in Argentina) affermò che "ha il difetto di amare le donne, ma almeno non è come Marrazzo che va a transessuali, ed è un uomo normale". Aggiunse anche che "è un esempio di vita, di lavoro e sacrificio ed è amato platonicamente da tutti, in modo particolare dai bambini".
Il 29 settembre 2012, ospite di Otto e Mezzo all'indomani dello scandalo Fiorito, affermò che Berlusconi è l'unico homo novus esistente sulla scena politica italiana, dichiarandosi fermamente convinta che i cittadini invocassero un suo ritorno in prima persona, che lo paragonassero addirittura ad una rockstar. Aggiunse poi che non c'erano nuovi leader all'orizzonte, e affermò che egli fosse un autentico "fenomeno mediatico, protagonista di uno straordinario processo di alfabetizzazione compiuto su questo fronte, avvenuto al momento della sua "discesa in campo".
Il 12 ottobre 2012, intervistata al TG3, oltre ad affrontare il tema delle primarie, ipotizzò di costituire un nuovo soggetto politico sulla scia di Forza Italia, portato avanti dai berlusconiani della prima ora, da lei stessa ribattezzati come la "Berlusconi generation", sottolineando "come è cresciuta più dalle lezioni di vita che da quelle partitocratiche".
Il 29 ottobre 2012, ospite della trasmissione di LA7 Cristina Parodi Live, affermò che "la gente sta interamente vicina all'ex-capo del governo e al suo bacino elettorale di riferimento, sentendola nei discorsi della gente nelle strade", giudicando irrilevante e poco seria la diffusione di un sondaggio che dava la lista "berlusconiana" sotto al 5%. L'opinionista inglese John Peter Sloan chiese allora al pubblico presente in studio quanti si sentissero concretamente vicini a e si fidassero realmente dell'operato di Berlusconi se rieletto a Palazzo Chigi; appurato che pochissime persone gli avrebbero dato nuovamente la fiducia, la Biancofiore ribatté che "quest'opinione non rispecchia il pensiero generale degli elettori". Il dibattito sfociò in un duro scontro verbale in quanto Sloan, in riferimento alla provenienza dei voti del PdL alle elezioni politiche, affermò che le persone del Sud Italia fossero le meno istruite; la deputata si indignò per le dichiarazioni fatte, replicando a stretto giro di parola, qualificandole come insulto di un cittadino straniero nei confronti del Paese.
Il 13 novembre 2012 nel corso de L'aria che tira, sulle affermazioni del proprio leader che, durante la crisi economica aveva detto che "i ristoranti erano pieni", rincarò la dose affermando che anche "i bar sono pieni di gente nonostante la crisi", chiedendosi perché queste persone non lavorassero e dubitando che realmente esista la povertà.

### Dichiarazioni su omosessualità e transessualità
Alcune dichiarazioni rilasciate pubblicamente dalla Biancofiore, quali «Chi va con i trans ha seri problemi» e «purtroppo qualcuno nasce con una natura diversa, tra l'altro una natura che non ti fa avere una vita facile», per il loro carattere giudicato omofobo, hanno suscitato le reazioni negative delle associazioni per i diritti gay e di vari esponenti del mondo politico e della società civile. Le polemiche si sono inasprite in occasione della sua nomina a sottosegretaria per le pari opportunità, ministero chiave per le tematiche omosessuali. Appena nominata sottosegretaria rilasciò, infatti, dichiarazioni da molti ritenute inopportune affermando che i gay "si ghettizzano da soli".
Spinto da molteplici critiche dell'opinione pubblica, il Presidente del Consiglio Enrico Letta le ritirò l'incarico alle pari opportunità, assegnandole compiti nell'ambito delle deleghe per la Pubblica amministrazione e la semplificazione e dal 26 giugno anche allo sport. A seguito della, poi rientrata, crisi di governo del settembre 2013 Biancofiore rassegnò le dimissioni come sottosegretario su richiesta di Berlusconi, dimissioni accolte dal presidente Letta. Nel settembre 2014 Biancofiore, durante un'intervista radiofonica a La Zanzara, ha dichiarato che le persone transessuali sono contronatura e ha aggiunto che avere attrazione sessuale verso Vladimir Luxuria o comunque "una donna che ha il gingillo" non è normale.